# 의성군 (왕족)
의성군 이채(誼城君 李寀, 1411년(태종 11년) ~ 1493년(성종 24년))는 조선 태종의 손자로 태종의 둘째 아들(차남)인 효령대군의 장남이다.

## 생애
그는 1414년 아버지 효령대군은 양녕대군이 폐세자 될 운명을 알고 절에 들어갔다.그 뒤 1418년 백부 양녕대군이 폐위되고 숙부 충녕대군 (훗날 세종) 이 세자로 책봉 되고 할아버지 태종이 2달 만에 선위하고 상왕으로 물러났다.

## 가족관계
- 조부 : 3대 태종(太宗, 1367 ~ 1422)
- 조모 : 원경왕후(元敬王后, 1365 ~ 1420)
- 부친 : 효령대군(孝寧大君, 1396 ~ 1486)
- 생모 : 예성부부인 해주 정씨(藝城府夫人 海州 鄭氏, 1394 ~ 1470)
  - 남동생 : 서원군 이친 (瑞原君 李 宀 + 亲, 1413 ~ 1475)
  - 남동생 : 보성군 이합(寶城君 李㝓, 1416 ~ 1499)
  - 남동생 : 낙안군 이녕(樂安君 李寧, 1417 ~ 1474)
  - 남동생 : 영천군 이정(永川君 李定, 1422 ~ ?)
  - 남동생 : 원천군 이의(原川君 李宜, 1423 ~ 1476) - 숙부 성녕대군에게 출계
  - 여동생 : 비인현주(庇仁縣主, 1427 ~ 1514)
  - 이복 남동생 : 안강도정 이낭(安康都正 李㝗, 1430 ~ ?)

- - 정부인 : 회인군부인 성주 이씨 - 직장(直長) 이차궁(李次弓)의 딸 
    - 장남 : 무송군 이전(茂松君 李恮)
    - 며느리 : 여흥 민씨 - 민추(閔麤)의 딸 
      - 손자 : 서성부정 이임(儒城副正 李任)
      - 손자 : 재양부정 이간(載陽副正 李侃)
      - 손자 : 해안부정 이우(海陽副正 李優)
      - 손자 : 장양부정 이주(長陽副正 李儔, 1457 ~ ?)
      - 손녀 : 평양 조씨 감찰(監察) 조순(趙純)의 처
      - 손녀 : 전의 이씨 별좌(別坐) 이윤종(李尹宗)의 처
      - 손녀 : 청주 한씨 판서(判書) 정국공신(靖國功臣) 서천군(西川君) 한시문(韓斯文)의 처

    - 차남 : 잠성정 이돈(岑城正 李惇)
    - 며느리 : 단양 우씨 - 대경(大卿) 우승규(禹承珪)의 딸 
      - 손자 : 무산부정 이이(茂山副正 李儞)
      - 손자 : 평고부정 이신(平臯副正 李信)
      - 손자 : 옥산부정 이은(玉山副正 李口)
      - 손자 : 송산부정 이건(松山副正 李健)
      - 손녀 : 초계 정씨 정백원(鄭伯元)의 처
      - 손녀 : 평산 신씨 직장(直長) 신진석(申晉錫)의 처

    - 며느리 : 양첩 (이름 미상)
      - 서손자 : 융성수 이보(戎城守 李保)
      - 서손자 : 관산수 이의(冠山守 李依)
      - 서손자 : 의원수 이한(義原守 李僴)
      - 서손자 : 임도수 이주(臨道守 李儔)

    - 3남 : 운림정 이핍(雲林正 李愊)
    - 며느리 : 광주 정씨 - 군수(郡守) 정종우(鄭宗禹)의 딸 
      - 손자 : 파성부정 이철동(杷城副正 李哲仝)

    - 4남 : 서림정 이제(西林正 李怟)
    - 며느리 : 파평 윤씨 - 첨지(僉知) 윤삼산(尹三山)의 딸 
      - 손자 : 은풍부정 이형손(銀豊副正 李亨孫)
      - 손자 : 조천부정 이이손(助川副正 李利孫)
      - 손자 : 삼계부정 이정손(森溪副正 李貞孫, 1482 ~ ?)
      - 손녀 : 문화 류씨 류우(柳瑀)의 처

    - 5남 : 봉성정 이항(蓬城正 李恒, 1449 ~ ?)
    - 며느리 : 진주 강씨 - 군수(郡守) 강혜(姜徯)의 딸 
      - 손자 : 연제부정 이작(硯堤副正 李碏)
      - 손자 : 흥녕부정 이린(興寧副正 李磷)
      - 손자 : 당성부정 이반(唐城副正 李磻)
      - 손녀 : 재령 이씨 교리(校理) 이상(李瑺)의 처

    - 장녀 : 진주 강씨 감사(監司) 강자평(姜子平, 1430 ~ 1486)의 처
      - 외손자 : 대사간(大司諫) 증 참판(贈 參判) 강형(姜詗)
      - 외손자 : 군수(郡守) 강심(姜諶)
      - 외손자 : 군수(郡守) 강집(姜諿)
      - 외손자 : 장령(掌令) 강겸(姜謙)
      - 외손자 : 강함(姜諴)
      - 외손자 : 강흔(姜訢)
      - 외손녀 : 풍천군부인 진주 강씨
      - 외손녀 사위 : 임영대군의 3남 정양군 이순(定陽君 李淳, 1442 ~ 1492)
      - 외손녀 : 거창 신씨 신승선(愼承善)의 차남 신수겸(愼守謙, ? ~ 1506)의 처

    - 차녀 : 평산 신씨 직장(直長) 신영정(申永貞)의 처
      - 외손자 : 신택(申擇)
      - 외손자 : 부사(府使) 신섭(申攝)
      - 외손자 : 신탁(申擢)
      - 외손자 : 신공(申拱)
      - 외손녀 : 전의 이씨 이광원(李光元)의 처
      - 외손녀 : 경주 이씨 이종순(李從恂)의 처

    - 3녀 : 첨정(僉正) 윤숙(尹俶)의 처
    - 4녀 : 안동 권씨 현감(縣監) 권민(權慜)의 처
      - 외손자 : 감찰(監察) 권황(權璜)
      - 외손자 : 첨지(僉知) 권기(權琦)

    - 5녀 : 안동 김씨 부장(部將) 김구년(金龜年)의 처
      - 외손자 : 현감(縣監) 김사수(金師秀)
      - 외손자 : 김사준(金師俊)
      - 외손자 : 김사철(金師哲)
      - 외손자 : 김사민(金師敏)
      - 외손자 : 김사우(金師友)
      - 외손녀 : 참봉(參奉) 경(慶?)의 처

    - 6녀 : 진주 류씨 감역(監役) 류완(柳琬)의 처
      - 외손자 : 참봉 증 참판(參奉 贈 參判) 류광조(柳光祖)
      - 외손자 : 현감(縣監) 류광후(柳光厚)

  - 측실 : 노비 출신(이름 미상)
    - 서자 : 영신수 이이(永新守 李怡, 1454 ~ ?)
    - 며느리 : 밀양 박씨 - 판관(判官) 박승손(朴承孫)의 딸 
      - 서손녀 : 이씨(1483 ~ ?) - 청풍 김씨 대사성(大司成) 증 참판(贈 參判) 김식(金湜)의 처
      - 서손자 : 명원부수 이호(明原副守 李顥, 1493 ~ ?)
      - 서손자 : 함원부수 이옹(咸原副守 李顒, 1498 ~ ?)

  - 서자 : 충곡수 이신(葱谷守 李愼)
  - 며느리 : 연일 정씨 - 첨정(僉正) 정함(鄭㴠)의 딸
  - 며느리(측실) : 노비 출신(이름 미상)
    -       - 서손자 : 봉산부령 이문정(峰山副令 李文貞)
      - 서손자 : 장산부령 이무정(章山副令 李武貞, 1474 ~ ?)
      - 서손자 : 덕산부령 이연정(德山副令 李連貞, 1477 ~ ?)

    - 며느리(측실) : 노비 출신(이름 미상)
      - 서손녀 : 이철정(李哲貞, 1468 ~ ?)
      - 서손녀 : 이필정(李必貞, 1469 ~ ?)
      - 서손녀 : 이예정(李禮貞, 1484 ~ ?)